# Parco Golenale del Gruccione
Il Parco Golenale del Gruccione è un Parco Locale di Interesse Sovracomunale (PLIS), riconosciuto nel 2005 (con delibere Consiglio Provinciale n. 72 del 15 marzo 2005 e n. 105 del 4 settembre 2014) e si trova in Lombardia, nel comune di Sermide.